# 上映会
上映会（じょうえいかい）とは、映画配給会社がロードショーやミニシアターで興行を行うのではなく、有志が自主的に映画を公に向けて上映する会場の形態を指す。
なお、ロードショーやミニシアターで上映されている映画について、映画館より有志が事前に開催回の全席を借り切った上で、その有志が通常の上映時とは異なるマナー等を元に上映会を行う
以前は16mmフィルムでの上映会が主であったが、近年DVDやBlu-ray Discの普及に伴い、これらの素材を使用した上映会が増えている。
DVDやBlu-ray Discで上映を認めていない作品であっても、DCPなどの素材を使用し、専門の業者を仲介することによって上映をすることができる。
大きな変化としては、16mmフィルム時代は、専門の上映業者しかフィルム素材を扱えなかったが、近年では誰でも手軽にDVDを使用し上映会が開催できるようになったことである。
それによって、映写機を保持していた施設や資格をもっている人でないと開催できなかった上映会が手軽にWEB経由で専門の業者を使い、正式な上映許諾を取り、正規に上映会を開催することができる。

## 概要
非営利・無報酬で上映会を行う場合については、著作権法38条1項 の規定に従って無許諾・上映に関する著作権料の負担なしで個人鑑賞用のビデオが使用されることがある。この現状については「現行法制定当時に予想された範囲を超えて、著作権者の経済的利益に無視できない影響を与えるようになってきている。」として著作権法38条1項を改正するよう経済産業省から要望が出ている。
上記以外の場合は、映画・音楽の著作権者より事前に上映の許諾を受けることが必要となる。このため、上映会実施主体は著作権料を負担する必要がある。
会場は公民館・市民会館・文化センターといった公共施設のホールで、スクリーン・映写設備を設置のうえ行う形式が一般的である。主催者によってはミニシアターやイベントスペースなどを借り上げて開催する事も見受けられる。本項目で言う上映会からは外れるが、過去にロードショーされた旧作は、映画館・シネマコンプレックスにおいても、何らかの企画で運営会社側が旧作のフィルムを借り入れ「名画座」「特別上映会」などを行う事がある。

## 有料上映会について
上映会において新作とされる作品は、ルポやノンフィクションを基にしたドキュメンタリー映画と親子映画で占められ、娯楽を追求するロードショー作品とは異なる切り口の作品であるものが多い。実写映画は労働組合や市民運動の闘争や反戦・反原発・平和を訴える作品が多く、親子映画では道徳教育的なテーマを作中に織り込ませている作品が多い。ドキュメンタリー系の作品では市民団体・社会組織・平和運動団体が、親子映画（オリジナル作品）では教職員組合が支援している場合が多い。そのため、大手映画会社が予想興行収入の低さやステークホルダーの立場上、製作・配給を行うことが難しい作品の公開を請け負っていると見る向きもある。
主催者は上映会にあたって、専門の映画配給会社へ作品のライセンス料を支払い、貸与された映画フィルムを会場で上映する。主催者は会場準備と宣伝を行い、それら費用も負担する必要がある。このため、主催者は入場料を徴収して費用を回収するか、無料上映にするかの判断が第一に必要となる。
権利問題をクリアしていれば個人でも上映は可能であるが、アマチュア・インディーズ（自主制作）作品はともかく、前述のような制作プロダクションによる新作作品では上映会団体を設立し、その団体の所在する地域で上映会を行うのが普通である。配給会社側はフィルムの貸与に加えて、宣伝チラシ用の素材提供などをする。
上映会での公開と製作費用の回収を想定した親子映画では、1970年代以降、親子映画の上映会を主催する団体（「親と子のよい映画をみる（観る）会」名称が多い）が、市民と小学校教員らによって結成され、幼稚園・小中学校でのチラシ配布や、自治会・市町村役場（後援している場合）などでのポスター掲示によって上映会を周知し、料金徴収のうえ上映を行っている。教育・福祉的な意図から、小学生などに対しては廉価な料金設定あるいは無料招待をしている場合も見受けられる。
基本的に作品完成後から2年程度かけて全国の上映会を巡り、製作費用の回収を図り、ビデオソフトなどが発売される。
1980年代前後の日活児童映画は上映会方式を活用していた。

## 主な作品

### 国内アニメーション映画
- この世界の片隅に
- この世界の（さらにいくつもの）片隅に
- ガラスのうさぎ
- かがみの孤城
- 金の国水の国
- シルバニアファミリーフレアからのおくりもの
- 北極百貨店のコンシェルジュさん

### 洋画アニメーション映画
- FLY！フライ
- ミニオンズフィーバー
- パウパトロール
- 長ぐつをはいたネコと9つの命
- 愛しのクノール
- ソング・オブ・ザ・シー　海のうた

### 実写作品
ドラマ
- 日本の青空
- ふみ子の海
- Mayu ココロの星
- 那須少年記
- 風のダドゥ
- プライドinブルー
- 陸に上った軍艦
- 蕨野行
- アイ・ラヴ・ピース
- 草の乱

ドキュメンタリー
- 主な制作プロダクション・団体
  - 小川プロダクション
  - 国鉄労働組合

#### 制作プロダクション
- 小川プロダクション
- 神山プロダクション
- こぶしプロダクション
- グループ現代

## ロードショー上映作品
ロードショーやミニシアターで公開された作品の上映権を、映画配給会社から自主上映専門の配給会社が買い入れ、上映会主催者は専門配給会社からフィルムを借り入れることで権利関係をクリアさせた上映会を開催する。または、東宝東和 や、日活、松竹 など、映画の上映権をもつ配給会社自らが貸し出しを行っている場合もある。
テレビドラマの場合、多くの番組制作会社はテレビ局のみを取引対象としているため、実現はかなり困難である。NHKサービスセンターにおいても、ビデオソフトが発売されていない番組については学術的な目的がなければNHKアーカイブスからの映像素材提供が困難である。

## 上映会作品配給会社
- アイピーアイ
- 茨城映画センター
- インディーズ
- 映画センター
- 大阪教映社
- 共同映画
- 群馬共同映画社
- 埼玉映画文化協会
- 新日本映画社
- シネマとうほく
- 上映会.com
- ムービーマネジメントカンパニー
- ユナイテッドピープル

※五十音順